# Chastre
Chastre (wa. Tchåsse) – miejscowość i gmina (commune) w środkowej Belgii, w Regionie Walońskim, w prowincji Brabancja Walońska, w okręgu Nivelles. 1 stycznia 2024 r. liczyła 7728 mieszkańców.

## Podział administracyjny
W skład gminy wchodzą cztery dzielnice (section):
- Chastre-Villeroux-Blanmont
- Cortil-Noirmont
- Gentinnes
- Saint-Géry

## Współpraca
Miejscowości partnerskie:
- Lespignan, Francja
- Saint-Denis-sur-Richelieu, Kanada